# Branden Oliver
Branden Oliver (Miami, 7 maggio 1991) è un ex giocatore di football americano statunitense che ha giocato nel ruolo di running back. Al college ha giocato a football all'Università di Buffalo

## Carriera professionistica

### Indianapolis Colts
Dopo non essere stato scelto nel Draft NFL 2014, Oliver firmò con gli Indianapolis Colts, da cui fu svincolato prima dell'inizio della stagione regolare.

### San Diego Chargers
Dopo la fine dell'esperienza coi Colts, Oliver firmò un contratto triennale coi San Diego Chargers. Il 21 settembre contro i Buffalo Bills corse le sue prime 11 yard su 3 tentativi. Il 5 ottobre corse 114 yard e ne ricevette 68, segnando due touchdown, uno su corsa e uno su ricezione contro i New York Jets, che prima di quella partita avevano la miglior difesa sulle corse della lega. Le sue 182 yard totali furono il miglior risultato per un running back dei Chargers dai tempi di LaDainian Tomlinson nel 2007. Per quella prestazione fu premiato con rookie della settimana. La domenica successiva, partito per la prima volta come titolare, fu nuovamente decisivo segnando il touchdown del sorpasso sugli Oakland Raiders a meno di due minuti dal termine, terminando con 101 yard corse. Per il secondo turno consecutivo fu premiato come rookie della settimana. Tornò a segnare nell'ultimo turno l'unico touchdown della sua squadra nella sconfitta contro i Chiefs. La sua annata si chiuse guidando i Chargers sia in yard corse (582) che in TD su corsa (3, assieme a Ryan Mathews)

## Palmarès
- Rookie della settimana: 2

5ª e 6ª del 2014

## Statistiche
| Partite totali      | 14  |
| Partite da titolare | 7   |
| Yard corse          | 582 |
| Touchdown su corsa  | 3   |

Statistiche aggiornate alla stagione 2014